# Gone to Earth (Barclay James Harvest)
Gone to Earth è l'ottavo album della band rock britannica Barclay James Harvest, pubblicato nel 1977.

## Tracce
1. Hymn (John Lees) – 5:06
2. Love is Like a Violin (Lees) – 4:03
3. Friend of Mine (Les Holroyd) – 3:30
4. Poor Man's Moody Blues (Lees) – 6:55
5. Hard Hearted Woman (Holroyd) – 4:27
6. Sea of Tranquility (Stuart Wolstenholme) – 4:03
7. Spirit on the Water (Holroyd) – 4:49
8. Leper's Song (Lees) – 3:34
9. Taking Me Higher (Holroyd) – 3:07

## Formazione
- John Lees – voce, chitarra
- Les Holroyd – voce, basso
- Stuart Wolstenholme – voce, tastiera
- Mel Pritchard – batteria